# جان رابرتس (بازیکن فوتبال، زاده ۱۸۸۵)
جان رابرتس (انگلیسی: John Roberts؛ زادهٔ ۱۸۸۵) بازیکن فوتبال  در پست مهاجم اهل انگلستان است.

## باشگاهی
از باشگاه‌هایی که در آن بازی کرده‌است می‌توان به باشگاه فوتبال ولورهمپتون واندررز اشاره کرد.